# Душанка Стојановић
Душанка Стојановић Глид (Београд 26. април 1965) српска је филмска, телевизијска и позоришна глумица.

## Биографија
Душанка Стојановић је глуму дипломирала на Факултету драмских уметности у Београду у класи професора Владимира Јевтовића.
Стална је чланица Народног позоришта од 1990. године.

## Награде
- Стеријина награда на за улогу Есме у представи "Ћеиф", 2008. године
- Гран при „Татјана Лукјанова“ за улогу Есме у представи "Ћеиф", 2007. године
- Статуета Ћуран за улогу у представи "Лаки комад", 1995. године
- Награда Милош Жутић за најбоље глумачко остварење у професионалним позориштима од 30. јуна 2009. до 30. јуна 2010. године за лик Кућевне у представи „Код куће/Кабул”
- Награда Зоран Радмиловић на 17. позоришним данима у Зајечару
- Награда за најбољу женску улогу на 7. Фестивалу босанскохерцеговачке драме у Зеници 2008. године
- Награда на фестивалу Малих сцена у Ријеци
- Награда на 13. глумачким свечаностима „Миливоје Живановић“ у Пожаревцу
- Награда на „Нушићевим данима“ у Смедереву
- Награда „Давид Штрбац“ на Театар фесту „Петар Кочић“ у Бањалуци
- Награда за најбоље глумачко остварење на Јоаким Интер Фесту у Крагујевцу
- Награда града Београда за позоришно стваралаштво, 2008. године

## Филмографија
| Год.         | Назив                            | Улога                          |
| ------------ | -------------------------------- | ------------------------------ |
| 1980.-те     |                                  |                                |
| 1989.        | Хамбург Алтона                   |                                |
| 1990.-те     |                                  |                                |
| 1990.        | Источно од истока                |                                |
| 1991.        | Проклета је Америка              | Милена                         |
| 1993.        | Лакши случај смрти               |                                |
| 1994 - 1995. | Отворена врата                   | Дада Војканова                 |
| 1996 - 1997. | Горе доле                        | Миланка „Нешка“ Катић Петровић |
| 2000.-те     |                                  |                                |
| 2002.        | Брег чежње                       |                                |
| 2002.        | Новогодишње венчање              | Савка                          |
| 2003.        | Мали свет                        | продавачица у киоску           |
| 2003.        | Црни Груја                       | Друзила                        |
| 2003.        | Казнени простор (ТВ серија)      | Ружа                           |
| 2007.        | Црни Груја и камен мудрости      | баба Видана                    |
| 2007.        | Одбачен                          | управница дома                 |
| 2007.        | Увођење у посао                  | Драгица                        |
| 2007.        | Тегла пуна ваздуха               | Рада                           |
| 2009.        | Друг Црни у НОБ-у                | Друзилка Докторовић            |
| 2009.        | Неко ме ипак чека                | Дара                           |
| 2008 - 2010. | Мој рођак са села                | Соња                           |
| 2010.-те     |                                  |                                |
| 2011 - 2012. | Цват липе на Балкану (ТВ серија) | Нина Игњатић                   |
| 2013.        | Друг Црни у НОБ-у                | Дружилка Докторовић            |
| 2013.        | Певај, брате!                    | Гоца                           |
| 2013.        | Отворена врата                   | Дада Војканова                 |
| 2014.        | Кад љубав закасни                | Јулија                         |
| 2014.        | Самац у браку (ТВ серија)        | Јулија                         |
| 2016.        | Зоотрополис - град животиња      | Инструкторка, докторка, Нанги  |
| 2016.        | Андрија и Анђелка                | таксисткиња                    |
| 2017.        | Пансион Европа                   | Јелена                         |
| 2019.        | Такси блуз                       | трафиканткиња Рада             |
| 2020.        | Државни службеник                | психолог                       |
| 2021.        | Једини излаз                     | Андрејева тетка                |
| 2021.        | Једини излаз                     | Андрејева тетка                |
| 2020-2021.   | Златни дани                      | Драгослава                     |

## Позоришне представе
Народно позориште у Београду
- „Живот је сан“ – Стела
- „Вишњик“ – Дуњаша
- „Избирачица“ - Савета
- „Сократов тестамент“ - Хелена, Ифигенија Танталовић
- „Тројанке“ – Атина
- „Ревизор“ - Марија Антоновна
- „Сан летње ноћи“ – Вила
- „Мизантроп“ - Арсионоја
- „Мајка Храброст и њена деца“ — Мајка Храброст
- „Госпођа Ајнштајн“ - Милева Марић

Атеље 212
- „Свако“ – Анастасија
- „Рањени орао“ – Мир Јам
- „Бог масакра“ – Вероник Улије
- „Улога моје породице у светској револуцији“ - Тетка

Југословенско драмско позориште
- „Буђење пролећа“ – Хана
- „Пер Гинт“ – Ингрид

Битеф театар
- „Просјачка опера“ – Луси
- „Црта“ – Алманда

Београдско драмско позориште
- „Ћеиф“ – Есма

Звездара театар
- „Лаки комад“ – Сека